# Рейнгольдт, Александр Александрович фон
Александр Александрович фон Рейнгольдт (нем. Alexander von Reinholdt; 1856—1902) — российский историк литературы немецкого происхождения, литературовед специализировавшийся преимущественно на русской литературе и поэт; один из авторов «Энциклопедического словаря Брокгауза и Ефрона».

## Биография
Родился 2 (14) июля 1856 года в Санкт-Петербурге, в лютеранской семье, предки которой уже давно переселились в Россию из Англии.
Учился в Петришуле (1870—1877). В 1880 году окончил историко-филологический факультет в Дерптском университете и посвятил себя изучению русской литературы. Вскоре после окончания учёбы он написал брошюру о гимназическом вопросе «Zur Gymnasialfrage». Поместил в немецких периодических изданиях несколько критических и биографических статей о русских писателях и лейпцигской издательской фирмой Фридрих ему было предложено для серии «Geschichte der Weltlitteratur in Einzeldarstellungen» составить подробную историю русской литературы «Geschichte der russischen Litteratur von ihrem Anfang bis auf die neuste Zeit», над которой он работал с 1883 по 1885 год. Книга эта, как отмечалось в  «Энциклопедическом словаре Брокгауза и Ефрона», долгое время являлась главным источником, из которого в Германии черпали систематические сведения по русской литературе; там же говорится, что «автор с любовью относится к русской литературе и проникся идеями передовых русских критиков и публицистов; его книга является почти всегда верным отголоском русских взглядов на художественное и общественное значение наших писателей». «История русской литературы» была доведена до 1885 года и в свое время явилась вообще первым полным обзором всего литературного развития русского народа. Существует мнение, что «произведений русских писателей он, в основном, не читал, а передирал сведения и отзывы из трудов российских авторов», однако, никаких официальных обвинений в плагиате А. А. Рейнгольдту никто никогда не предъявлял.
С конца 1880-х годов началось сотрудничество фон Рейнгольдт в российских периодических печатных изданиях (в «Новостях», «Неделе», «Севере», «Северном вестнике», «Космополисе», «Русском богатстве» и др.). Помимо этого, он принял участие в создании «Энциклопедического словаря Брокгауза и Ефрона», для которого написал ряд биографических статей о видных немецких литераторах.
Он написал также несколько оригинальных рассказов, драматических пьес и много стихотворений, а также ряд статей о новом движении в немецкой и скандинавских литературах конца XIX — начала XX века.
Умер 8 (21) июня 1902 года после непродолжительной, но тяжёлой болезни — прогрессивного паралича. был похоронен на Волковском лютеранском кладбище.
Жена — Анастасия Адольфовна, урождённая Веверн.